# Tilia stellatopilosa
Tilia stellatopilosa är en malvaväxtart som beskrevs av Zare, Amini och Assadi. Tilia stellatopilosa ingår i släktet lindar, och familjen malvaväxter. Inga underarter finns listade i Catalogue of Life.